# Lothar Hause
Lothar Hause (Lübbenau/Spreewald, 22 ottobre 1955) è un allenatore di calcio ed ex calciatore tedesco orientale dal 1990 tedesco, di ruolo difensore. 

## Carriera
Segnò la sua unica rete in Nazionale all'Italia, in un'amichevole disputata a Lipsia nell'aprile 1982 e vinta dai tedeschi-orientali per 1-0.